# Johann Joachim Kändler
Johann Joachim Kändler, né le 15 juin 1706 à Fischbach, près d'Arnsdorf (Saxe), et mort le 18 mai 1775 à Meissen, est un sculpteur et céramiste allemand, modeleur de figurines en porcelaine de Meissen.

## Biographie
Kändler a représenté de nombreux animaux, réels comme le rhinocéros Clara ou imaginaires comme des singes musiciens.

## Galerie

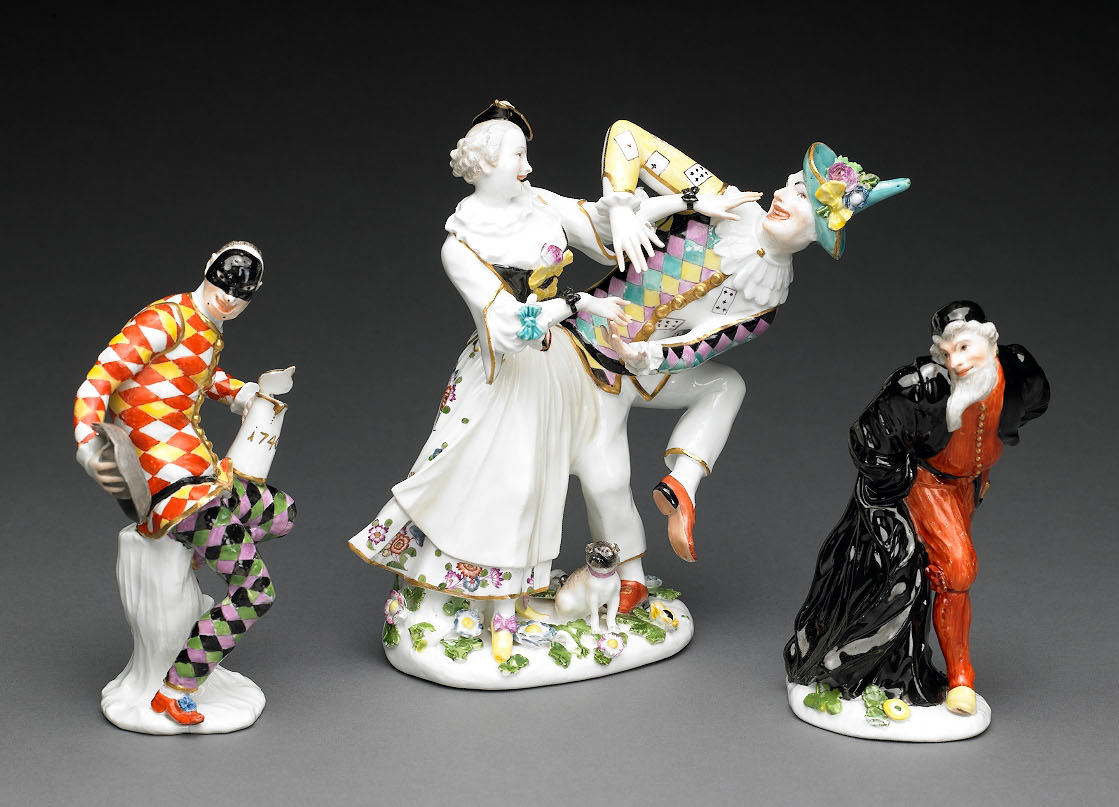
Personnages de la Commedia dell'arte, v. 1736-1744
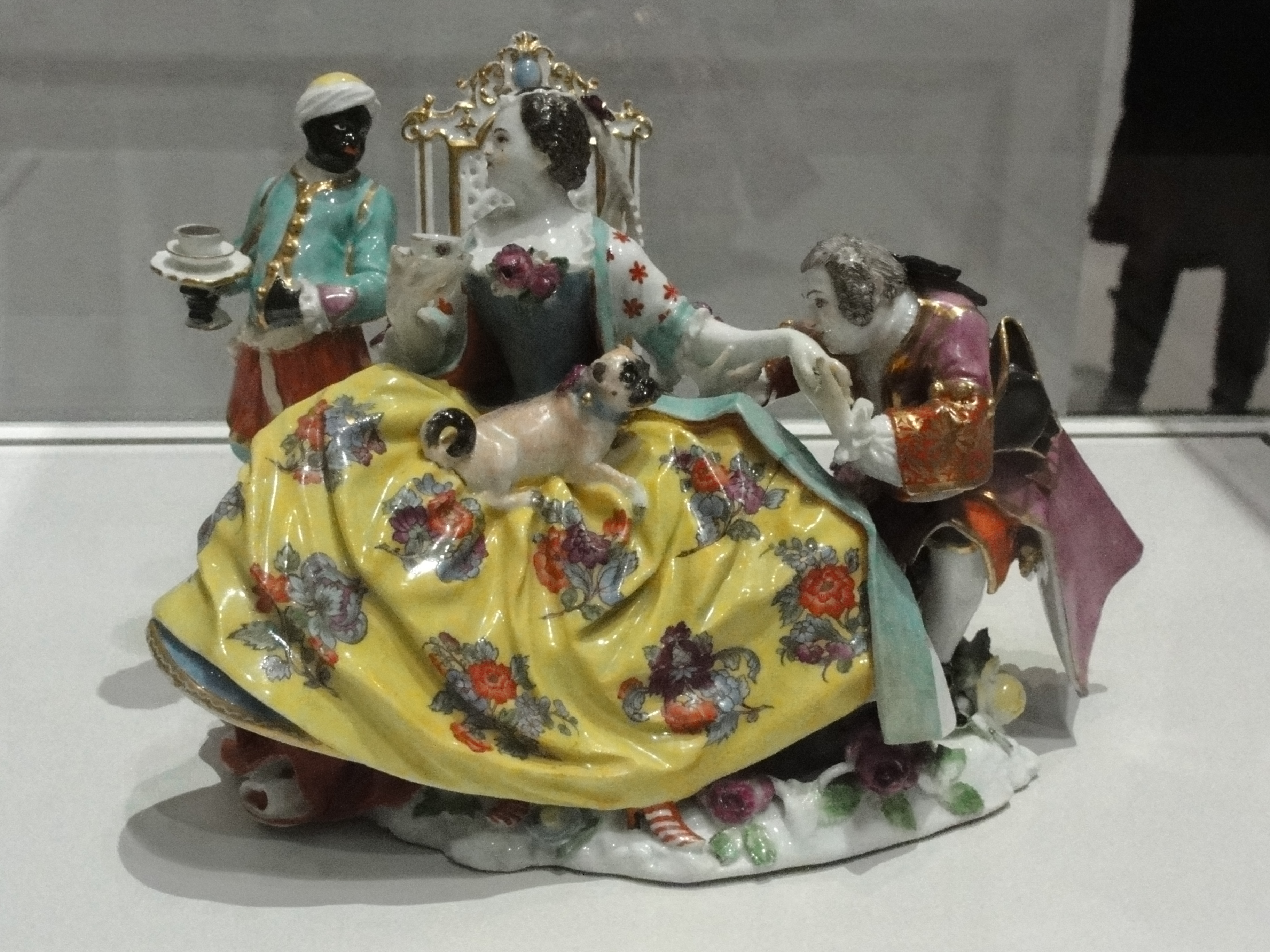
Le Baisemain, 1737, musée du Louvre-Lens, legs d'Isaac de Camondo
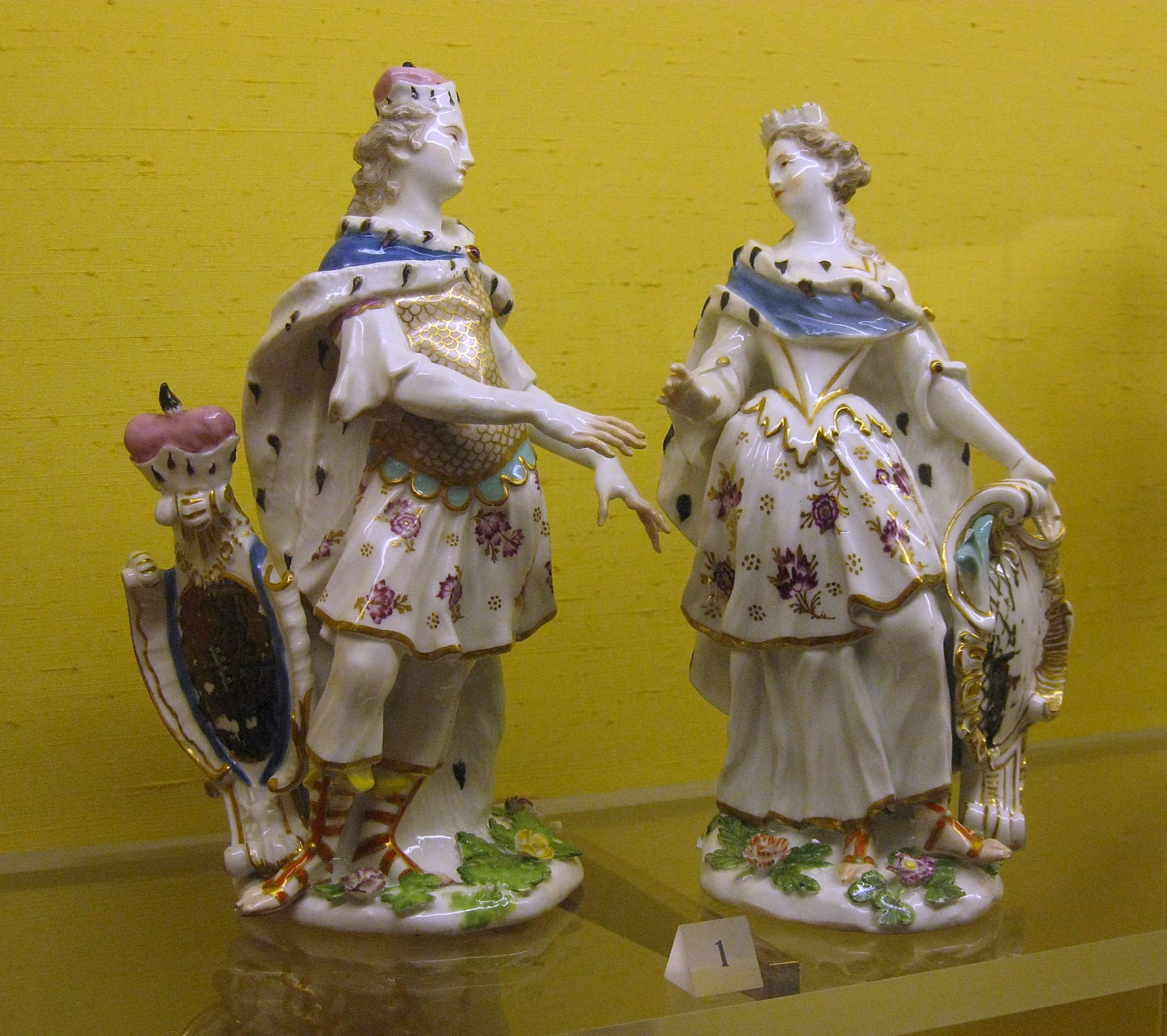
Le Prince héritier Frédéric Christian de Saxe et son épouse Marie-Antoinette de Bavière, 1747
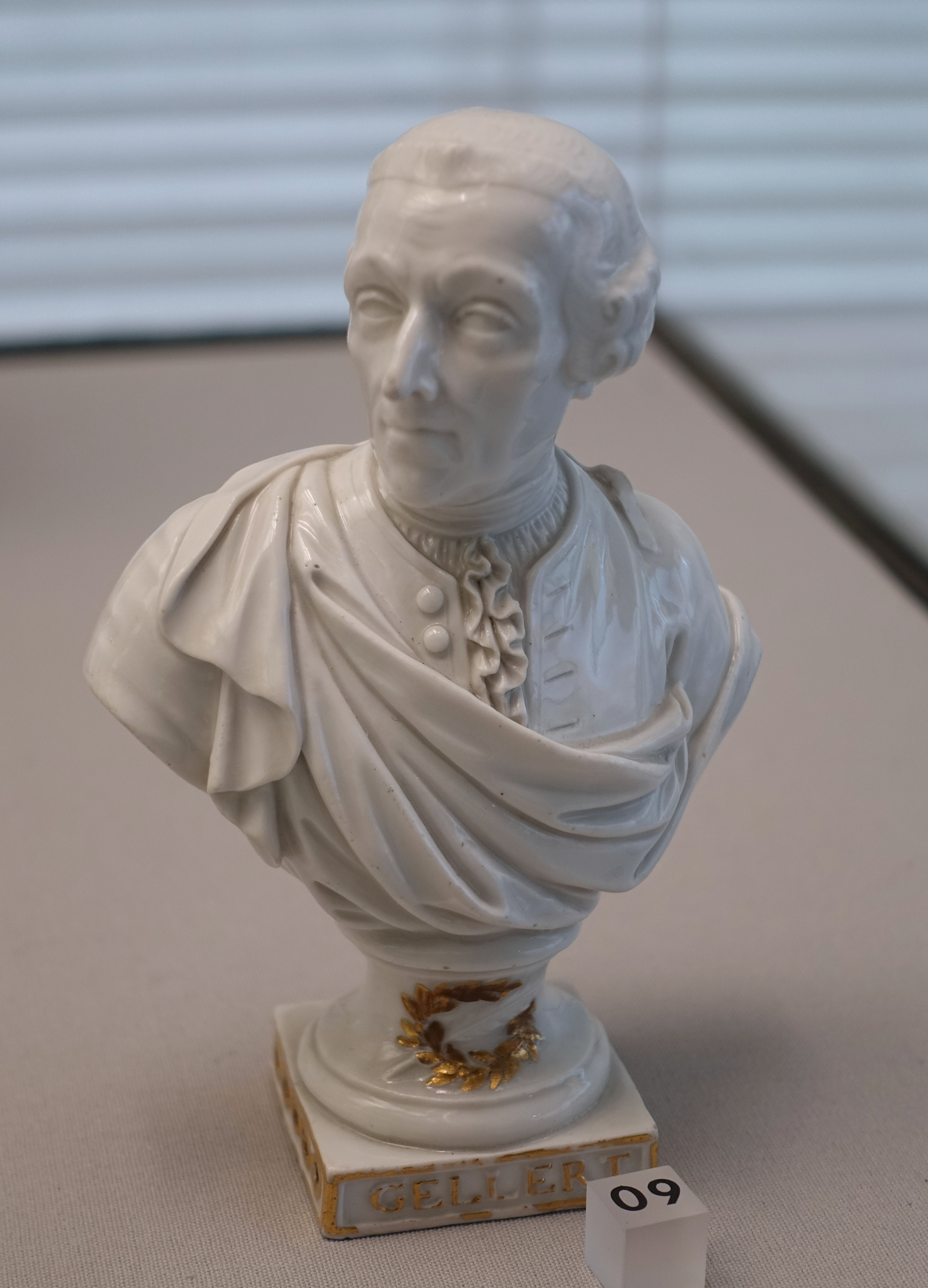
Buste de Christian Furchtegott Gellert, 1775, Germanisches Nationalmuseum, Nuremberg
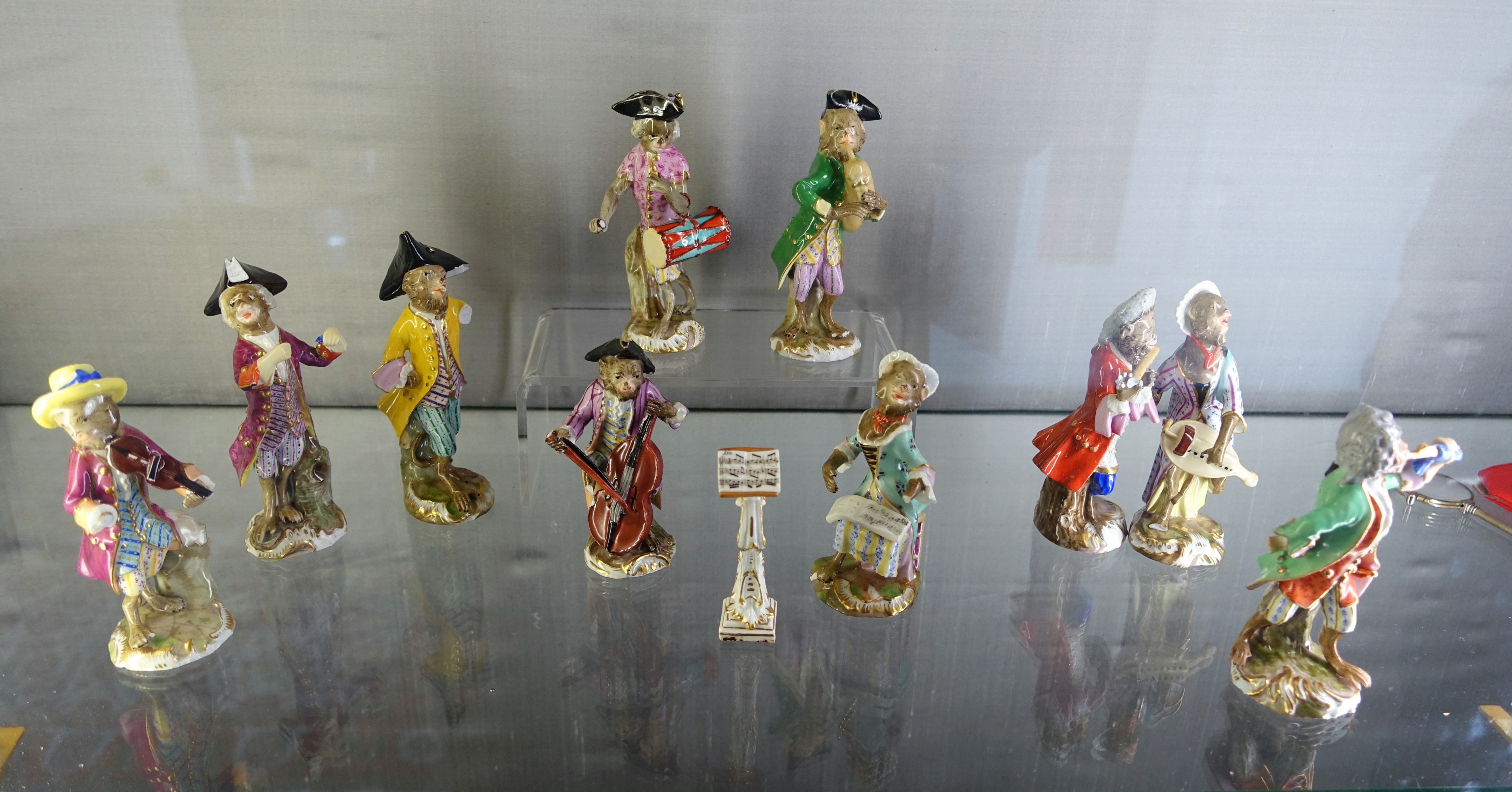
Orchestre de singes, Harewood House, Yorkshire de l'Ouest